# Claude Abadie

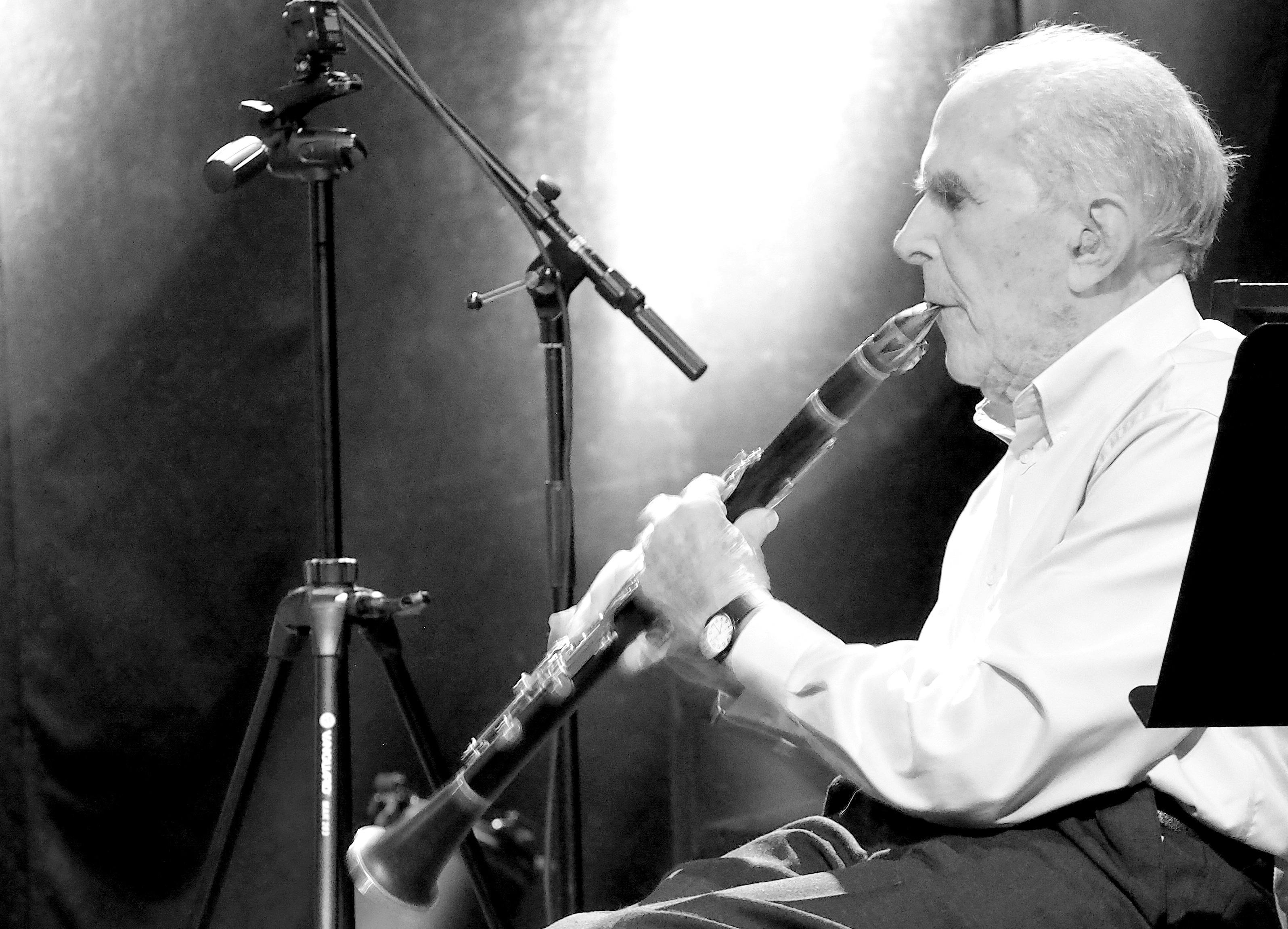
Claude Abadie beim Jazz Festival VIAN Ville d'Avray

Claude Abadie (* 16. Januar 1920 in Paris; † 29. März 2020) war ein französischer Bankmanager sowie Klarinettist und Orchesterleiter des Dixieland Jazz.

## Leben und Wirken
Abadie absolvierte ab 1938 ein Studium an der Pariser École polytechnique und war später hauptberuflich als Bankmanager tätig. Daneben leitete er in den 1940er Jahren ein semiprofessionelles Orchester, das vorwiegend in Pariser Nachtclubs auftrat, wie dem Saint-Germain-des-Prés und dem Tabou Club, wo das Abadie-Orchester die Hausband war; es konzertierte aber auch auf einigen europäischen Amateur-Jazzfestivals. Aus Abadies Band ging eine Reihe bekannter Musiker der französischen Nachkriegsszene wie Hubert und Raymond Fol, Christian Garros, Hubert Rostaing oder der Trompeter Boris Vian hervor, der von 1942 bis 1947 bei Abadie spielte und 1946 an Einspielungen für das Label Swing von Hot Jazz wie „I Found a New Baby“ oder „Muskrat Ramble“ mitwirkte. In dem bald Orchestre Abadie-Vian genannten Ensemble spielten auch Vians Brüder Alain (Schlagzeug) und Lélio (Gitarre). Weitere Aufnahmen entstanden mit Vian noch in diesem Jahr für Pathé. Abadies Amateur-Orchester orientierte sich stilistisch an Eddie Condon. In späteren Jahren trat Abadie mit einem eigenen Trio auf, 2010 mit einem Tentett.

## Diskographische Hinweise
- Nouvelle Orleans: Boris Vian et L'Orchestre Claude Abadie
- Blues for Boris (Epic)
- Jazz Time Revival New Orleans Vol. 1: Claude Luter - Claude Abadie

## Filmografie
Komponist, wenn nicht anders angegeben
- 1960: Ballon vole (Kurzfilm)
- 1962: Smash en direct (Dokumentarkurzfilm; + Regie)
- 1962: Lettre e Provins (Kurzfilm)
- 1966: Die Jojos (Kurzfilm)
- 1970: Jojo d’Aval (Kurzfilm)
- 2010: Boris Vian, swing à Saint-Germain des Prés (Dokumentation über ihn selbst)